# Tokyo Sungoliath
Maillots
Dernière mise à jour : 26 juillet 2018.
Tokyo Sungoliath est un club japonais de rugby à XV, détenu par l'entreprise Suntory et basé à Fuchū. Ils participent à la Japan Rugby League One.

## Palmarès
- Vainqueur de la League One en 2008, 2012, 2013, 2017 et 2018.
- Vainqueur du Tournoi national des sociétés en 1996, 2002 et 2003.
- Vainqueur de l'All Japan Championship en 1996, 2002, 2011, 2012, 2013 et 2017.

## Personnalités du club

### Joueurs emblématiques et célèbres
- George Gregan  (2008-2011)
- George Smith  (2011-2014, 2016-2017)
- Kensuke Hatakeyama  (2010-2019)
- Atsushi Hiwasa  (2010-2018)
- Ryan Nicholas  (2010-2015)
- Kousei Ono  (2012-)
- Hirotoki Onozawa  (2000-2014)
- Schalk Burger  (2014-2016)
- Fourie du Preez  (2011-2016)
- Tusi Pisi  (2010-2016)
- Matt Giteau  (2017-2021)

### Effectif  2024-2025
Effectif des Tokyo Sungoliath pour la Japan Rugby League One 2024-2025
| Piliers - Will Hay - Kotaro Hosoki - Shintaro Ishihara - Shinnosuke Kakinaga - Kenta Kobayashi - Bradley Kuhn - Yukio Morikawa - Kan Nakano - Soshi Oga - Atsuki Yamamoto Talonneurs - Kaito Doichi - Kienori Go - Kosuke Horikoshi (c) - Alex Mafi - Tatsuya Miyazaki - Sota Oketani Deuxièmes lignes - Harry Hockings - Trevor Hosea - Sam Jeffries - Yasuaki Katakura - Wataru Kobayashi - Callum McDonald - Lachlan Osborne - Saimoni Vunilagi | Troisièmes lignes - Sam Cane - Ryuga Hashimoto - Koji Iino - Tamati Ioane - Sione Lavemai - Sean McMahon - Masahiko Sagara - Pierich Siebert - Kanji Shimokawa - Kai Yamamoto Demis de mêlée - Kenta Fukuda - Max Hughes - Takahiro Kimura - Yutaka Nagare - Shinnosuke Oka - Genki Okoshi Demis d'ouverture - Mikiya Takamoto | Centres - Joe Kamana - Ryoto Nakamura - Shogo Nakano - Taiga Ozaki - Isaiah Punivai Ailiers - Shota Emi - Ryosuke Kawase - Cheslin Kolbe - Takaaki Nakazuru - Hideto Niguma - Seiya Ozaki - Sione Tapu'osi Arrières - Tony Alofipo - Kotaro Matsushima - Keisuke Moriya |
| | | |
| (c) pour le capitaine, Gras pour un joueur international | | |

## Top League Table
(décembre 2018).
Commençant dès la première saison du Top League, 2003-04.
| Saison  | Classement | Joués | Gagnés | Nuls | Perdus | T  | G  | PG | DG | Penalties | Points For | Points Against | Points Diff | Pts | Entraineur         |
| ------- | ---------- | ----- | ------ | ---- | ------ | -- | -- | -- | -- | --------- | ---------- | -------------- | ----------- | --- | ------------------ |
| 2003-04 | 4th        | 11    | 8      | 0    | 3      | 61 | 44 | 5  | 0  | 150       | 408        | 265            | 143         | 42  | Yuji Nagatomo      |
| 2004-05 | 8th        | 11    | 4      | 0    | 7      | 43 | 28 | 12 | 0  | 142       | 307        | 282            | 25          | 24  | Yuji Nagatomo      |
| 2005-06 | 6th        | 11    | 6      | 0    | 5      | 43 | 30 | 10 | 1  | 118       | 308        | 241            | 67          | 32  | Yuji Nagatomo      |
| 2006-07 | 2nd        | 13    | 11     | 0    | 2      | 81 | 58 | 8  | 0  | 157       | 545        | 161            | 384         | 56  | Katsuyuki Kiyomiya |
| 2007-08 | 2nd        | 13    | 10     | 1    | 2      | 70 | 47 | 3  | 0  | 106       | 453        | 229            | 224         | 53  | Katsuyuki Kiyomiya |